# The Steeple
The Steeple (englisch für Der Kirchturm) ist ein rund 500 m hoher Gebirgskamm auf der Trinity-Halbinsel, des nordöstlichen Ausläufers des Grahamlands auf der Antarktischen Halbinsel. Er bildet den nordwestlichen Arm des hufeisenförmigen Mount Carroll und ragt 2,5 km südlich des Kopfendes der Hope Bay an der Ostflanke des Depot-Gletschers auf.
Teilnehmer der Schwedischen Antarktisexpedition (1901–1903) unter der Leitung Otto Nordenskjölds entdeckten ihn. Der Falkland Islands Dependencies Survey verlieh ihm 1945 seinen deskriptiven Namen.